# Heterocubazomus sierramaestrae
Genre
Espèce
Heterocubazomus sierramaestrae, unique représentant du genre Heterocubazomus, est une espèce de schizomides de la famille des Hubbardiidae.

## Distribution
Cette espèce est endémique de la province de Santiago de Cuba à Cuba,. Elle se rencontre vers Guamá dans la sierra Maestra.

## Description
Le mâle holotype mesure 6,15 mm, les mâles mesurent de 4,91 à 6,15 mm et les femelles de 5,56 à 6,16 mm.

## Étymologie
Son nom d'espèce lui a été donné en référence au lieu de sa découverte, la sierra Maestra.

## Publication originale
- Teruel, 2007 : Esquizómidos troglomorfos de Cuba, con las descripciones de dos géneros y una especie nuevos (Schizomida: Hubbardiidae: Hubbardiinae). Boletín de la Sociedad Entomológica Aragonesa, vol. 40, p. 39-53 (texte intégral).